# Карпукас Артем Михайлович
Артем Михайлович Карпукас (рос. Артём Миха́йлович Карпука́с, нар. 13 червня 2002, Бійськ, Росія) — російський футболіст, опорний півзахисник клубу «Локомотив» (Москва) та молодіжної збірної Росії.

## Ігрова кар'єра

### Клубна
Артем Карпукас є вихованцем футбольної школи Олексія Смертіна в Алтайському краї Росії. Після чого футболіст перебрався до Москви, де приєднався до молодіжної команди столичного «Локомотива». З 2013 року футболіст виступав у молодіжній першості Росії.
Починаючи з сезону 2021/22 Карпукас виступав за фарм - клуб «Локомотива» «Казанку» у Другій лізі. У квітні 2022 року півзахисник дебютував у матчах РПЛ. Тоді ж він підписав новий контркт з клубом, який діє до 2025 року.

### Збірна
З 2022 року Артем Карпукас є гравцем молодіжної збірної Росії. Восени 2022 року Артем Карпукас викликався на товариські матчі національної збірної Росії. Але на поле того разу він не виходив.